# Bannière de Taibus
La bannière de Taibus (太仆寺旗 ; pinyin : Tàipúsì Qí) est une subdivision administrative de la région autonome de Mongolie-Intérieure en Chine. Elle est placée sous la juridiction de la ligue de Xilin Gol.

## Démographie
La population de la bannière était de 208 105 habitants en 1999.